# Imunoanaliză

Reprezentare a componentelor de bază ale unui test imunologic, care include un analit (verde), un anticorp (negru) și un marker detectabil (galben) printr-o metodă analitică.

Un test imunologic sau immunoassay (IA) este un test biochimic care măsoară prezența sau concentrația unei macromolecule sau a unei molecule mici într-o soluție prin utilizarea unui anticorp (de obicei) sau a unui antigen (uneori). Molecula detectată prin imunoanaliză este adesea denumită analit și este, în multe cazuri, o proteină, deși poate fi vorba și de alte tipuri de molecule, de diferite dimensiuni și tipuri, atâta timp cât sunt dezvoltați anticorpii corespunzători care au proprietățile necesare pentru analiză imunologică. Analiții din lichidele biologice, cum ar fi serul sau urina, sunt frecvent măsurați cu ajutorul metodelor imunologice în scopuri medicale și de cercetare.
Testele imunologice sunt disponibile în multe formate și variante diferite. Acestea pot fi efectuate în mai multe etape, reactivii fiind adăugați și spălați sau separați în diferite puncte ale testului. Testele formate din mai multe etape sunt adesea numite teste de separare sau teste eterogene. Unele imunoanalize pot fi efectuate prin simpla amestecare a reactivilor și a probelor și prin efectuarea unei măsurători fizice. Astfel de teste se numesc teste omogene.
Utilizarea unui calibrator este adesea folosită în imunoanalize. Soluțiile de calibrare sunt soluții despre care se știe că au în compoziție analitul în cauză, iar concentrația acelui analit este, în general, cunoscută. Compararea răspunsului unei analize la un eșantion real cu răspunsul analizei produs de calibratori face posibilă interpretarea intensității semnalului în funcție de prezența sau concentrația analitului în eșantion.